# سیارک ۳۸۳۴
سیارک ۳۸۳۴ (به انگلیسی: 3834 Zappafrank، نامگذاری:1980JE) سه هزار و هشتصد و سی و چهارمین سیارک کشف شده‌است که در ۱۱ مه ۱۹۸۰ کشف شد.
قدر مطلق سیارک برابر ۱۳٫۶۰ است.